# Étienne François Geoffroy
Étienne François Geoffroy [étjen fransuà žofruà], francoski zdravnik in kemik, * 13. februar 1672, Pariz, Francosko kraljestvo (sedaj Francija), † 6. januar 1731, Pariz, Francosko kraljestvo (sedaj Francija).
Geoffroy je bil eden najpomembnejših francoskih kemikov in zdravnikov zgodnjega 18. stoletja. Najbolj je znan po svojih afinitetnih tabelah iz leta 1718. Najprej je razmišljal o poklicu lekarnarja, potem pa se je odločil za zdravniško prakso. Včasih je znan kot Estienne Geoffroy starejši (Estienne Geoffroy l'aîné). Izhajal je iz stare družine pariških lekarnarjev in se je skrbno usposabljal pri najboljših učenjakih tistega časa, pri čemer se je osredotočal na delo, opravljeno v Montpellieru, pa tudi v Angliji ali drugod po Evropi.
Postal je član prvih večjih francoskih javnih raziskovalnih ustanov, Kraljeve akademije znanosti, Kraljevega botaničnega vrta zdravilnih rastlin in Kraljevega kolegija, s čimer se je začela profesionalizacija znanosti. Polemika med njim in enim od njegovih kolegov na Akademiji priča o novem načinu prakticiranja znanosti, kjer vsak postavlja domnevo, ki jo skuša potrditi z eksperimenti, in predlaga nove poskuse, s katerimi želi ovreči nasprotno domnevo. Ta novi način znanstvenega razpravljanja je omogočil, da se je nastajajoča kemijska znanost utrdila na trdnih temeljih.
Ni le prispeval k poznavanju dela angleških in nemških kemikov v Franciji, ampak tudi k organizaciji rednih izmenjav med evropskimi znanstveniki. Kot član Kraljeve družbe je svoje angleške kolege seznanjal s pariškim delom in predstavljal angleško delo akademikom, kot je na primer delo Isaaca Newtona o optiki.
Pri svojem delu na področju kemije je Geoffroy združeval kontinuiteto in prelom. Po eni strani je prevzel pojmovanje starodavnih alkimistov o transmutaciji kovin, po drugi strani pa je uvedel pomembne inovacije, sestavljene iz tabeliranja kemičnih snovi s stalnimi »razmerji«. Ta postopek razvrščanja snovi, pozneje znan kot »afinitetna tabela«, je močno zaznamoval kemijska dela za več kot stoletje dolgo. Kemija je tako opustila substancializem prvin (načel, principov) in začela opredeljevati snovi z njihovim kroženjem iz ene kombinacije v drugo.

## Dinastija Geoffroy
Dinastija pariških lekarnarjev Geoffroy sega v 16. stoletje. Portreti več njenih članov krasijo Dvorano dejanj (Salle des Actes) Fakultete za farmacijo v Parizu V. Začne se z Baptistom Geoffroyem, ki so ga leta 1584 imenovali za glavnega lekarnarja.
Njegov sin Estienne Geoffroy, znan kot Estienne Geoffroy oče (1586–1670), je leta 1611 postal mojster, leta 1636 je postal pariški svetnik (échevin), leta 1642 konzul in leta 1656 sodnik. Naselil se je v Ulici du Bourg-Tibourg (4. okrožje), »v bližini Pokopališča Saint-Jean«.
Njegov vnuk Étienne [II.], znan kot Estienne Geoffroy sin, je leta 1638 prejel naziv lekarnarskega mojstra in je služboval na tem istem naslovu.
Njegov pravnuk, Mathieu-François Geoffroy (Pariz, 20. maj 1644 – 26. oktober 1708), je leta 1666 prejel naziv mojstra, svetnika leta 1685 in prvega konzula leta 1694. Imel je pomembno vlogo v družbi učenjakov pod Ludvikom XIV. S poroko z Louise, hčerko slavnega kirurga Jeana Devauxa (1611–1695), je ohranil najboljše odnose z medicinskim svetom. Njegovo lekarno na Ulici du Bourg-Tibourg je angleški zdravnik Martin Lister (1638–1712), ki jo je obiskal leta 1698, navedel kot eno najpomembnejših v Parizu. Njegovo ime je še posebej zapisano v zgodovini Francije zahvaljujoč strokovnemu znanju, za katerega je bil odgovoren v aferi s strupi med letoma 1679 in 1682.
Étienne François Geoffroy se je rodil očetu Mathieu-Françoisu Geoffroyu in materi Louise Devaux. To je bil čas velikih upravnih in finančnih reform kralja Ludvika XIV.

## Življenje

### Trdno znanstveno ozadje
Étienne-François Geoffroy, ki je izhajal iz družine z dolgo tradicijo lekarnarjev, je bil deležen kakovostne znanstvene izobrazbe. Fontenelle je v svojem hvalospevu njegovo izobrazbo opisal kot »izobrazbo ministrovega sina, namenjenega pomembnim položajem v Cerkvi«, zlasti ker je njegov oče pogosto gostil ugledne znanstvenike, kot so fiziki, astronomi, zdravniki in kemiki. Med njimi je bil tudi Wilhelm Homberg (1652–1715), ki je kasneje postal Geoffroyev mentor pri kemiji. Najprej se je učil farmacije pri svojem očetu in dodatno pridobival znanje na zasebnih urah botanike, kemije in anatomije.
Med dvajsetim in tridesetim letom je veliko potoval, da bi izpopolnil svojo izobrazbo. Oče ga je leta 1692 poslal za eno leto v Montpellier, da bi pri Pierreu IV. Sancheju (1626–1705), lekarnarskem mojstru in vnuku lekarnarja iz Roina, potomcu zelo starega rodu, dopolnil svoje znanje o farmaciji. Služboval je kot Sanchejev »pomočnik«, medtem ko je Sanchejev sin odšel v Pariz in delal pri Geoffroyjevem očetu pod enakimi pogoji.
Po tem uspešnem enoletnem pripravništvu (avgust 1692 – avgust 1693) se je vrnil v Pariz, kjer je bil leta 1694 sprejet kot lekarnarski mojster. Vendar pa je bila njegova prava ambicija postati zdravnik. Z očetovim soglasjem je študij v tej smeri nadaljeval s potovanjem po več evropskih državah.
Februarja 1698 je sprejel ponudbo grofa Camilla de Tallarda, bodočega maršala, da ga spremlja v London. Grof, ki je dve leti služil kot izredni veleposlanik Ludvika XIV. v Angliji, mu je povsem zaupal in ga imenoval za svojega osebnega zdravnika (čeprav je doktor medicine postal šele leta 1704!). Po priporočilu slavnega botanika Josepha Pittona de Tourneforta je spoznal škotskega naravoslovca Hansa Sloana, ki je obiskoval Tournefortove tečaje v Kraljevem botaničnem vrtu zdravilnih rastlin v Parizu. S Sloanom se je spoprijateljil in si z njim dolgo dopisoval. Sloane, ki je bil tajnik Kraljeve družbe, je podprl njegovo izvolitev med člane te ustanove 6. julija 1698. Tam je predstavil razpravo, ki je bila objavljena v Philosophical Transactions februarja 1699.
V Pariz se je vrnil preko Nizozemske, kjer je vzpostavil stike z nizozemskimi učenjaki.
Januarja 1699 so ga imenovali za študenta Kraljeve akademije znanosti pod vodstvom nizozemskega kemika Homberga, rezidenčnega kemika. Na Akademiji je študiral le enajst mesecev, saj je bil že 15. decembra 1699 imenovan za kemika kot zamenjava za Nicolasa Lémeryja (1677–1743), ki je napredoval v rezidenčnega kemika.
Zaradi svojega odnosa s Sloanom je bil Geoffroy zadolžen za posredovanje znanstvenih odkritij med Kraljevo akademijo znanosti in Kraljevo družbo v Londonu. Te izmenjave med njima so v tistem času postale referenca. Uradne vezi med Geoffroyem in Sloanom so se nadaljevale še vrsto let z medsebojnim pošiljanjem Mémoires de l'Académie royale des sciences in Philosophical transactions, ter tudi mnogih del francoskih in angleških učenjakov.
Naslednje leto, 9. oktobra 1700, je odšel v Italijo kot zdravnik louvoiškega opata. To bivanje je izkoristil za preučevanje različnih tem iz naravoslovja, kot je črni pesek, ki se uporablja za sušenje pisave, pesek z gore Pesaro, ki se uporablja za izdelavo stekel za očala, pesek galunov iz Civita-Vecchie, tarantela itd. Odlomke iz njegovih zapiskov je Fontenelle objavil v Histoire de l'Académie Royale des Sciences med letoma 1701 in 1702.
Njegov oče, Mathieu-François Geoffroy, je želel, da bi ga nasledil v njegovi lekarni. Toda očitno je imel medicino raje kot farmacijo in na koncu mu je uspelo prepričati očeta, da prepusti lekarništvo njegovemu mlajšemu bratu Claudu Josephu in mu dovoli postati doktor regent Medicinske fakultete. Claude Joseph (1685–1752), znan kot Geoffroy mlajši, je bil prav tako kemik in lekarnar. Kakor je navedel Fontenelle, se je Étienne François »začel ukvarjati z medicino in leta 1702 prejel diplomo«. Leta 1704 je pri dvaintridesetih letih zagovarjal svojo doktorsko disertacijo z naslovom Ali je človek na začetku bil črv? (An Hominis primordia, vermis?). Kljub temu pa, kot pravi Fontenelle, »se ni prenaglil s prakso, ko je pridobil to pravico; za deset let se je zaprl v svojo pisarno in se želel prepričevati o veliki globini znanja, preden si ga je dovolil uporabiti.« Zato se je ponovno lotil svojega znanstvenega dela, preskuševal je, ko mu je ustrezalo, skrbel za bogate in revne, bil vedno obziren ter zavračal kakršnokoli doktrinarno usmeritev.
Brata Étienne François in Claude Joseph Geoffroy sta preko stika s Casparjem Neumannom, študentom Georga Ernsta Stahla, prispevala k širjenju zamisli o flogistonu v francoski znanosti.
Geoffroy se je leta 1705 poročil z Barbe Angélique Lézier, ki mu je prinesla doto v vrednosti 30.000 funtov. Živela sta udobno življenje v hiši na Ulici des Singes. Za svoje delo je imel laboratorij v tretjem nadstropju. Imela sta dve hčeri in sina Étienna Louisa Geoffroya (1725–1810), ki je bil po očetovi smrti pod skrbništvom matere in strica po očetovi strani. Leta 1743 je postal zdravnik.

### Raziskovanje in poučevanje v večjih raziskovalnih ustanovah
Preden se je kemija razvila v samostojno znanost, je bila praksa zasebnih laboratorijev, kjer so lekarnarji poskušali pridobiti čista in učinkovita zdravila. V 17. stoletju so se pariški učenjaki začeli srečevati na zasebnih akademijah. Poleg potrebe po prostoru za organizirane intelektualne izmenjave so znanstveniki potrebovali tudi znatna in stalna finančna sredstva za izvajanje dragih kemijskih raziskav. Za izpolnitev teh potreb je bilo ustanovljenih več velikih kraljevih ustanov, kar je pomenilo začetek profesionalizacije znanosti. Tak primer je bil Kraljevi botanični vrt zdravilnih rastlin (Jardin royal des plantes médicinales), kjer so že leta 1628 organizirali poučevanje kemije, nato pa so od leta 1647 tam potekali prvi javni in brezplačni tečaji kemije Williama Davisona – s čimer so nadomestili napako univerze, ki ni hotela sprejeti tovrstnega poučevanja. Leta 1666 je Jean-Baptiste Colbert ustanovil Kraljevo akademijo znanosti, ki je združila več vodilnih znanstvenih osebnosti, kot so Christiaan Huygens, Gilles de Roberval, Samuel Cottereau du Clos, Claude Perrault, ki jim je kralj namenil pokojnino v višini 1500 funtov.
Leta 1707 je Geoffroy postal kemijski demonstrator v Kraljevem vrtu zdravilnih rastlin, kjer je zamenjal je Guya-Crescenta Fagona (1638–1718) in izmenično delal z Louisom Lémeryjem (1677–1743). Od leta 1712 je zaporedoma, v štirih ali petih urah, poučeval kemijo in farmakognozijo (materio medico). Njegovi tečaji so pomembno prispevali k vsebini knjige Novi tečaj kemije po Newtonovih in Stahlovih načelih (Nouveau cours de chymie, Suivant les Principes de Newton et de Sthall.). To delo, objavljeno leta 1723, so kasneje pripisali kemiku in zdravniku Jeanu-Baptistu Sénacu (1693–1770). Zdi pa se, da je Sénac zgolj zbral Geoffroyjeva predavanja s pomočjo Gillesa-Françoisa Boulduca (1675–1741). Novi tečaj kemije je neenakomeren, vendar pravilno predstavlja poučevanje kemika, ki je poskušal integrirati angleške nauke, ki jih je navdihnil Newton, z Becherjevimi in Stahlovimi doktrinami iz Nemčije, ne da bi prekinil francosko tradicijo Tečajev kemije (Cours de chimie). Kemija je bila nova veda, ki je v 18. stoletju nastala v Evropi kot rezultat sodelovanja in tekmovalnosti evropskih znanstvenikov. Leta 1699 je bilo več uglednih članov Kraljeve akademije znanosti tujega rodu, med njimi Homberg, nizozemski kemik, in tudi Giovanni Domenico Cassini, italijanski astronom, naturalizirani Francoz, ki ju je Colbert pritegnil v Francijo.
Leta 1709 je Ludvik XIV. imenoval Étienna Françoisa Geoffroya za profesorja farmacije in medicine na Kraljevem kolegiju (Collège Royal). Tu je nadomestil umrlega Tourneforta in je več kot dvajset let (od 1709 do 1731) v latinščini poučeval znanost, ki mu je bila ljuba, farmakognozija (materia medica), ali kot je zapisal Fontenelle: »zgodovina medicinske materije, o kateri je dolgo nabiral bogato znanje.« Njegovo predavanje je bilo deset let po njegovi smrti objavljeno v treh zvezkih pod naslovom Traktat o farmakognoziji ali O zgodovini, moči, izbiri in uporabi preprostih zdravil (Tractatus de materia medica, sive de medicamentorum simplicium historia, virtute, delectu et usu). V njem je obravnaval pripravo zdravil s kemičnimi postopki.
K tej dvojni obsežni učiteljski obveznosti je Geoffroy verjel, da bi lahko dodal tudi administrativne odgovornosti. Med letoma 1726 in 1729 je postal dekan pariške medicinske fakultete. V tem času je moral podpirati interese fakultete, vključno z dolgotrajnim sporom med pariškimi zdravniki in kirurgi. In kot doktor regent je tudi predaval na medicinski fakulteti. Njegove velike odgovornosti, skupaj s tistimi, ki so jih »zahtevali njegov poklic in njegovi različni položaji, so mu popolnoma uničile zdravje in v začetku leta 1730 je omagal pod težo izčrpanosti,« je navedel Fontenelle.
Po Hombergovi smrti septembra 1715 ga je Geoffroy 7. decembra 1715 nasledil kot rezident Akademije znanosti.
Geoffroy je umrl je v Parizu 6. januarja 1731, na Ulici des Singes (danes Ulica des Guillemites 4), kjer je živel od leta 1719. Star je bil 59 let.

## Znanstveno delo
Njegovo ime je najbolj znano v povezavi z njegovimi afinitetnimi tabelami (tables des rapports), ki jih je leta 1718 predstavil Kraljevi akademiji znanosti, leta 1720 pa so ji sledila pojasnila. Najprej je predstavljenih nekaj njegovih del v zvezi s tvorbo železa. Ta osvetljujejo tradicionalen pristop, ki ga je navdihnil Becher (pa tudi Stahl), ki ga je oboževal pri kemiji.

### Polemika s kartezijanskimi mehanizmi
Med letoma 1704 in 1708 se je razvila polemika med Geoffroyem in njegovim kolegom na Akademiji Louisom Lémeryjem o vprašanju nastanka žvepla in železa. Louis Lémery, sin Nicolasa Lémeryja, je prevzel očetov korpuskularni in mehanični model kislin in baz (»model točk in por«). Ta kemija ni kartezijanska v strogem smislu, kot je jasno pokazal Bernard Joly, vendar je Fontenelle populariziral zamisel, da je bil Lémeryjev korpuskularizem identificiran s kartezijanskim mehanizmom.
Tedaj so se žveplo, železo in kovine štele za mešane, to je telesa, ki jih je mogoče načeloma ločiti s kemijsko analizo (v bistvu sestavljene s frakcijsko destilacijo in izpiranjem). Opozicija mešanica/prvina (načelo, princip) ne ustreza trenutni opoziciji kemična spojina/preprosta snov ali kemični element, ker niso poznali razlike med čisto snovjo in homogeno zmesjo (ali zlitino). Tako alkimisti kot kemiki preteklih stoletij so pogosto mislili, da ker se lahko zmes razgradi na njene prvine, je treba biti sposoben ponovno jo sestaviti obratno od njenih prvin.
Geoffroy: železo nastaja med kalcinacijo rastlin
Leta 1704 je Geoffroy v razpravi, ki jo je predstavil Akademiji, predlagal »posnemanje narave«, to je proizvodnjo navadnega žvepla (ki ga je treba razlikovati od žveplove prvine) iz snovi, pridobljenih s kemijsko analizo te snovi. Začel je s Hombergovim delom, ki je z dvema vrstama operacij uspel iz navadnega žvepla odstraniti »tri snovi tega minerala: kislo sol, žveplo ali bitumensko snov in zemljo, pomešano z nekaj kovinskimi deli«.:279 Po nekaj testih, ki so ga zadovoljili, je predlagal umetno proizvodnjo železa iz njegovih sestavin: bitumna (sestavljenega iz žveplove prvine), vitriolne soli in zemlje.
V razpravi, objavljeni naslednje leto, Iskanje pepela, ki ne vsebuje delcev železa (Trouver des Cendres qui ne contiennent aucunes parcelles de fer, 1705), je pripovedoval o naključni ugotovitvi, ko je poskušal proizvesti čisto zemljo iz dobro žganega lesnega pepela: »prihajam in preglejujem ta pepel z magnetnim nožem, /.../ bil sem presenečen, ko sem ugotovil, da je napolnjen z zelo veliko količino delcev železa. To opažanje je potrdil in posplošil Homberg: v vseh rastlinskih pepelih »je črnkast prah, ki je pravo železo«. Kar ga je pripeljalo do trditve, da je »pri sežigu vse rastlinske snovi ta sestavljena iz železa«. Preprosta zdrava pamet mu je povedala, da je železo pretežko, da bi vzhajalo v obratu, zato se lahko pojavi šele ob sežigu.
Lémery: železo je že prisotno v rastlini, vendar ga magnet ne more zaznati
Njegov akademski kolega Louis Lémery je nato posredoval z razpravo o sestavi železa 14. aprila 1706. Zanj je bilo železo sestavljeno iz zemeljskega materiala, ki je tesno povezan z oljnatim materialom. Zemeljska snov spada pod fiziko, da pojasni magnetne značilnosti železa, medtem ko oljnata snov spada pod kemijo, da pojasni farmakološke značilnosti železa. Oljna snov se kaže v hitrosti, s katero se vname, ko se jo vrže v opilke na ogenj. Ko je kislina pomešana z železovimi opilki, se združi s svojim poroznim zemeljskim delom in tvori vitriole (železove sulfate). Njegove konice blokirajo pore kovine in preprečujejo kroženje magnetnega materiala ter tako povzročijo, da magnetne značilnosti železa izginejo. Neuspeh magnetnega testa ni več dokaz odsotnosti železa.
Lémery se je lahko s tem, da se je zatekel k mehanističnim razlagam, izognil sklicevanju na bistvene značilnosti kemičnih prvin, kot sta to počela Geoffroy in Homberg. Sedaj je imel mehanični model, ki mu je omogočal ovreči kolegovo teorijo o proizvodnji železa in je nasprotoval kolegovi zamisli, da so delci železa pretežki, da bi lahko splezali v posode rastline, in se lahko pojavijo le pod vplivom izgorevanja rastlin.
V svoji razpravi z dne 13. novembra 1706 se je Lémery opiral na laboratorijski poskus, da bi nasprotno pokazal, da se lahko železo zlahka dvigne kljub delovanju gravitacije (glej sliko na desni), pod pogojem, da se spremeni v vitriol. Vsa tla vsebujejo železo, ki se ob stiku s kislino zreducira v vitriol. »Ta sol,« sem rekel, »se raztopi v zadostni količini vode, ali se ne bo mogla porazdeliti po rastlini!« je vzkliknil. Vitriol nima več magnetnih značilnosti, vendar jih lahko pridobi s kalcinacijo, ker je sestavljen iz preproste jukstapozicije železa in kisline.
3. januarja 1707 je Lémery preprosto ugovarjal umetni proizvodnji železa (iz gline in lanenega olja ...): »Zato odgovarjam, da materiali, ki jih g. Geoffroy uporablja in ki jih je zmešal za proizvodnjo umetnega železa, za vse se domneva in upravičeno, da dejansko vsebujejo železo.« (Nove izkušnje... (Expériences nouvelles...)). Poskrbel je, da je »videti z jasnimi in očitnimi poskusi ... saj je vsak dal [železo] posebej z najpreprostejšo analizo«.
Geoffroy: umetna proizvodnja železa
Proti temu mehaničnemu modelu je Geoffroy razvil argument, ki ga je navdihnila kemija prvin, po katerem razpad snovi predstavlja resnično uničenje z ločitvijo njegovih sestavnih prvin. V svoji razpravi z dne 21. maja 1707 je menil, da je ugotovljeno, da »mešanica lanenega olja z ilovnato prstjo, vitriolnega olja z eteričnimi olji zagotavlja železo«. Pokazati je nameraval, da je železo, ki ga ni v obratu, proizvedeno s kalcinacijo in da je mogoče tudi v laboratoriju umetno proizvesti »železo, pa tudi vse kovine, jih sestaviti ali razgraditi z združevanjem ali ločevanjem prvin, iz katerega so oblikovani.« Ker sta proizvajala vse kovine, torej zlato, Fontenelle in Lémery nista pozabila poudariti, da je Geoffroy nameraval obnoviti moč transmutacijskim upanjem alkimistov. V preteklem stoletju sta bila »alkimija« in »kemija« sopomenki. Toda na začetku 18. stoletja sta izraza prenehala biti sopomenki, »alkimija« se sedaj nanaša na kemijo preteklih stoletij (in ne na ezoterične prakse, kot rad poudarja B. Joly).
Geoffroy je navedel, da je svojo teorijo o nastajanju kovin izpeljal od nemškega kemika Johanna Joachima Becherja. »Becherjev postopek« (formuliran leta 1671) je uporabil glino in laneno olje za proizvodnjo »v precej velikih količinah prave in pristne kovine, na primer železa ali druge, v štirih urah, za zelo preprosto rokovanje«.
Na Lémeryjev ugovor je odgovarjal, da se »kovina, raztopljena v sokovih zemlje, dvigne v rastlinskem soku in se z njim porazdeli po vseh delih«. Ker se lahko z lahkoto zazna najmanjšo prisotnost železa po okusu ali po spremembi barve indikatorja v barvi žolčnega oreha, zakaj potem v »rastlinskem soku« ni opaziti ničesar takega? Kjerkoli Lémery zazna prisotnost železa, vidi samo proizvodnjo iz treh prvin. Snovi niso nikoli čiste, vedno obstajajo usedline, ki vsebujejo »to žveplo, to zemljo in te soli«, ki s kalcinacijo tvorijo železo.
Nato je združil mnoge eksperimentalne argumente, ki so kazali na prisotnost prvin v kovinah. Tudi te prvine mineralov so enake prvinam rastlin. Tako »antimon, ki je ena od snovi, ki se najbolj približa kovini, ni skoraj nič drugega kot goreče žveplo. Zlahka se vidi to žveplo, ki izhlapi v modrem plamenu, če se ga kalcinira v temi.« Dejstvo, da se lahko vname, je dokaz, da vsebuje vnetljivo prvino, prvino žvepla. »Načelo vnetljivosti« je upoštevano tudi pri železnih opilkih, ki se zlahka vnamejo.
Epistemološka razsežnost znanstvene polemike
V dolgem nizu razprav, ki so si sledile kot odovor druga na drugo od leta 1704 do 1708, se lahko vidi, kako se je vsak od obeh kemikov Akademije odzival na ugovore drugega in si predstavljal nove poskuse, ki so podpirali njegovo analizo ali poskušali razveljaviti analizo njegovega nasprotnika. Kljub zelo tesnim argumentom zavrnitve niso bile nikoli prepovedane, ker so bili koncepti, ki sta jih obravnavala, še vedno nejasni in nenatančni ter so vedno dopuščali prilagoditve predznanstvenih teorij, znotraj katerih so bili razporejeni. Prispevek teh razprav ni toliko v tem, da bi se videlo, katere zamisli so bile pravilne glede na tedanje znanje, kot vzpostavitev metode za vrednotenje, popravljanje ali empirično razveljavitev znanstvenih trditev. Novi predpisi Akademije iz leta 1699 so organizirali te protislovne razprave in zagotovili natančna pravila vljudnosti in lepega vedenja, da bi preprečili zaostrovanje sporov.
Če se zgodovine ne vrača nazaj, je treba ugotoviti, da sta Geoffroy in Lémery združevala vsak svoja natančna opažanja, ki so vsa potrjevala (bolj ali manj) njuni teoretični analizi, ki sta si bili kljub temu v določenih točkah nasprotujoči. S poskusom razjasnitve problemov, kot je proizvodnja železa, bi se lahko postavilo trdne temelje kemijske znanosti. Boljši koncepti in razumevanje vedno izhajajo iz racionalnih in iskrenih izmenjav med kolegi o interpretaciji ponovljivih poskusov.
Lémery je jasno pojasnil to novo umetnost znanstvene razprave, ko je pripomnil, da so novi pogledi gospoda Geoffroya spodbudili, da je naredil »mnoge druge poskuse, na katere brez tega morda nikoli ne bi pomislili« in da je želja »razjasniti resnico, zaradi katere si lahko vzamem svobodo predlaganja svojih domnev.« Ta dialog med znanstvenikoma z začetka 18. stoletja odlično ilustrira preplet ugibanj in ovrženj oziroma podkrepitev z izkušnjami, značilnega za znanstveno raziskovanje.

### Tabela razmerij med snovmi
Geoffroy je v svoji razpravi Tabela različnih razmerij, opaženih v kemiji med različnimi snovmi (Table des différents rapports observés en Chimie entre différentes substances) 27. avgusta 1718 predlagal razvrstitev kemičnih snovi glede na njihovo večjo ali manjšo »nagnjenost k združitvi« z referenčno snovjo. Zamisel, da bi se nekatere snovi lahko lažje združile kot druge, ni bila nova, vendar gre zasluga za združevanje vseh razpoložljivih informacij v veliko splošno tabelo, pozneje imenovano afinitetna tabela, Geoffroyu.
Fontenelle in nekateri drugi so ga kritizirali, ker je v kemijo uvedel Newtonov sistem privlačnosti. Toda glede na delo Bernarda Jolyja se zdi, da se je Geoffroy vedno držal stran od kartezijanskega mehanizma in newtonizma. O tem ni želel polemizirati, temveč je ostal le pri opazkah, ne da bi se spuščal v teoretične interpretacije.
To so bili seznami, pripravljeni s primerjavo opazovanj o delovanju snovi med seboj, ki so prikazovali različne stopnje afinitete analognih snovi za različne reagente, in so ohranili svojo verodostojnost do konca 18. stoletja, dokler jih niso izpodrinili globlji koncepti, ki jih je uvdel Claude Louis Berthollet, da je temeljitost kemičnih reakcij odvisna od relativnih količin začetnih snovi in fizikalnih pogojev, ki se nanašajo na reakcijo.
Po neuspehu korpuskularnega modela »točk in por« Nicolasa Lémeryja je Geoffroy predlagal operativni pristop k združitvi dveh snovi, ki bi lahko kemike konca stoletja usmeril na sled pravilnega pojmovanja snovnih spojin in nova teorija elementov bi bila končno zadovoljiva.
Drugi njegov članek se je ukvarjal z zablodami kamna modrosti, a je kljub temu verjel, da je železo mogoče umetno oblikovati pri izgorevanju rastlinskih snovi. Njegov Traktat o farmakognoziji (Tractatus de materia medico), posmrtno objavljen leta 1741, so dolgo slavili.

## Družina
- Baptiste Geoffroy
  - Étienne Geoffroy (1586–5. april 1670, Pariz), lekarniški mojster, poročen 6. februarja 1639 z Marie Fremin, hčerko Françoisa Fremina, kirurškega mojstra v Parizu, in Marguerite Roussel,[32]
    - Étienne Geoffroy II.
      - Mathieu-François Geoffroy (1644–1708), poročen z Louise Devaux,
        - Étienne François Geoffroy (1672–1731), ali Geoffroy starejši,
          - Étienne Louis Geoffroy (1725–1810)

        - Claude Joseph Geoffroy (1685–1752), ali Geoffroy najmlajši,
          - Claude François Geoffroy (1729–1753), ali Geoffroy mlajši.

### Tečaj o farmakognoziji
Je avtor dela o farmakognoziji, objavljenega posmrtno najprej v latinščini in nato v francoščini.
- ——— (1741a), Tractatus de materia medica, sive de Medicamentorum simplicium Historia, virtute, delectu et usu [Traktat o farmakognoziji ali o zgodovini, moči, izbiri in uporabi preprostih zdravil], Pariz: Joannis Desaint / Caroli Saillant – prek Gallica, [»Stephano-Francisco Geoffroy«]
  - 1. del, De Fossilibus [O fosilih],
  - 2. del, De Vegetabilibus Exoticis [O eksotični vegetaciji],
  - 3. del, De Vegetabilibus Indigenis [O domači vegetaciji], 3 vol. in-8
- ——— (1743), Traité de la matière médicale ou De l'histoire, des vertus, du choix et de l'usage des remèdes simples [Traktat o medicinski snovi ali O zgodovini, vrlinah, izbiri in uporabi preprostih zdravil], Pariz: Jean Desaint / Charles Saillant – prek Gallica, [»Geoffroy«]
  - 1. del vsebuje Minéralogie,
  - 2. del Traité des végétaux, razdelek 1 Des médicaments exotiques,
  - 3. del Traité des végétaux (ločeni) razdelek Des médicaments exotiques,
  - 4. del Traité des végétaux, (ločeni) razdelek 1 Des médicaments exotiques,
  - 5. del Traité des végétaux razdelek 2 Des plantes de notre pays,
  - 6. del Traité des végétaux (ločeni) razdelek 2 Des plantes de notre pays,
  - 7. del Traité des végétaux (ločeni) razdelek  2 Des plantes de notre pays

### Razprave Kraljeve akademije znanosti
Je avtor približno tridesetih razprav, predstavljenih Kraljevi akademiji znanosti med letoma 1700 in 1727. Kot odgovor na zahteve Akademije je podal tudi mnoga strokovna mnenja o različnih izumih, strojih in postopkih.
- ——— (1724) [1722], »Des supercheries concernant la Pierre Philosophale« [Prevare v zvezi s kamnom modrosti], Histoire de l'Académie royale des sciences, Année M. DCCXXII. Avec les Mémoires de Mathématique et de Physique, pour la même Année., Pariz: Imprimerie royale – prek BHL, [»Geoffroy l'Aîné«]
- Table générale des matières contenues dans l'"Histoire" et les "Mémoires de l'Académie royale des sciences" [Splošno kazalo vsebine v »Zgodovini« in »Razpravah Kraljeve akademije znanosti«], Pariz: Compagnie des libraires, 1729, str. 272–274 – prek Gallica, 2. del, leta 1699–1710, [»Geoffroy«]
- ——— (1730) [1705], »Trouver des Cendres qui ne contiennent aucunes parcelles de fer« [Iskanje pepela, ki ne vsebuje delcev železa], Histoire de l'Académie royale des sciences, Année MDCCV. ..., Pariz: Gabriel Martin, Jean-Baptiste Coignard & Hippolyte-Louis Guerin, str. 362–363 – prek BHL [»Geoffroy«]
- Table générale des matières contenues dans l'"Histoire" et les "Mémoires de l'Académie royale des sciences", Pariz: Compagnie des libraires, 1731a, str. 146 – prek Gallica, 3. del, leta 1711–1720, [»Geoffroy l'Aîné«]
- ——— (1731b) [1707-05-21], »Eclaircissements: Sur la production artificielle du Fer & sur la composition des autres Métaux« [Pojasnila: O umetni proizvodnji železa in o sestavi drugih kovin], Histoire de l'Académie royale des sciences, Année MDCCVII. ..., Pariz: Gabriel Martin, Jean-Baptiste Coignard & Hippolyte-Louis Guerin, str. 176 – prek BHL, [»Geoffroy«]
- Table générale des matières contenues dans l'"Histoire" et dans les "Mémoires de l'Académie royale des sciences", Pariz: Compagnie des libraires, 1734, str. 142 – prek Gallica, 4. del, leta 1721–1730, [»Etienne-François Geoffroy l'Aîné«]
- ——— (1741b) [1718-08-27], »Table des différents rapports observés en Chimie entre différentes substances« [Tabela različnih razmerij, opaženih v kemiji med različnimi snovmi], Histoire de l’Académie royale des sciences. Année M. DCCXVIII. ..., Pariz: Imprimerie royale, str. 202–212 – prek BHL,[33] [»Geoffroy l'Aîné«]
- ——— (1745) [1704-11-12], »Manière de recomposer le Soufre commun par la réunion de ses principes, d'en composer de nouveau par le mélange de semblables substances, avec quelques conjectures sur la composition des métaux« [Način ponovne sestave običajnega žvepla z združitvijo njegovih prvin, ponovne sestave z mešanjem podobnih snovi, z nekaterimi domnevami o sestavi kovin], Histoire de l'Académie royale des sciences. Année MDCCIV. ..., Pariz: Gabriel Martin, Jean-Baptiste Coignard & Hippolyte-Louis Guerin, str. 278–286 – prek BHL [»Geoffroy«]